# Stenotabanus chiapanensis
Stenotabanus chiapanensis är en tvåvingeart som beskrevs av David Fairchild 1953. Stenotabanus chiapanensis ingår i släktet Stenotabanus och familjen bromsar. Inga underarter finns listade i Catalogue of Life.